# Большое Сергелево
Большо́е Сергелево (фин. Suuri Selkälä, Saksala) — деревня в Гатчинском муниципальном округе Ленинградской области.

## История
На карте Санкт-Петербургской губернии 1792 года А. М. Вильбрехта деревня обозначена как Селгилева.
На «Топографической карте окрестностей Санкт-Петербурга» Военно-топографического депо Главного штаба 1817 года — как Сакселово.
Деревни Большая Сельгелева из 16 дворов и Малая Сельгелева из 6, упоминаются на «Топографической карте окрестностей Санкт-Петербурга» Ф. Ф. Шуберта 1831 года.

СЕЛЬГЕЛЕВО — деревня принадлежит Самойловой, графине, число жителей по ревизии: 65 м. п., 70 ж. п. (1838 год)

В пояснительном тексте к этнографической карте Санкт-Петербургской губернии П. И. Кёппена 1849 года она записана как деревня Suur-Selkelöwä (Saksala, Сельгелево, Большое Сельгелево), а также указано количество её жителей на 1848 год: савакотов — 43 м. п., 41 ж. п., всего 84 человека. В соседнем Pien-Selkelöwä (Antkapaisi, Сельгелево, Малое Сельгелево) количество жителей на 1848 год: савакотов — 24 м. п., 25 ж. п., всего 49 человек.

СЕЛЬГЕЛЕВО — деревня Царскославянского удельного имения, по просёлочной дороге, число дворов — 22, число душ — 67 м. п. (1856 год)

Согласно «Топографической карте частей Санкт-Петербургской и Выборгской губерний» в 1860 году деревня Большая Сельгилева насчитывала 12 крестьянских дворов.

СЕЛЬГЕЛЕВО (СЕНГИЛЕВО, БОЛЬШОЕ СОКСОЛОВО, МАЛОЕ ЛИТКАБАНЕ) — деревня удельная при ручье Сумоловском, число дворов — 18, число жителей: 70 м. п., 62 ж. п. (1862 год)

В 1879 году деревня Большая Серьгелева насчитывала 18 дворов, а расположенная рядом Малая Серьгелева — 6.

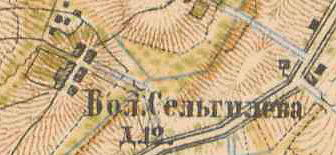
План деревни Большое Сергелево. 1885 год

В 1885 году деревня Большая Сельгилева насчитывала 12 дворов, а расположенная рядом Сельгилева Щербакова (Малая) — 6.
В конце XIX века деревня административно относилась к Покровской волости 1-го стана Царскосельского уезда Санкт-Петербургской губернии, в начале XX века — 4-го стана. Население деревни было исключительно финским.
К 1913 году количество дворов в Большом Сельгилево увеличилось до 25, соседнее Малое Сельгилево насчитывало 8 дворов.
К 1917 году количество дворов в Большом Сельгилево уменьшилось до 20, соседнее Малое Сельгилево насчитывало 6 дворов.
С 1917 по 1918 год деревни Большое Сельгелево и Малое Сельгелево входили в состав Покровской волости Детскосельского уезда.
С 1918 года в составе Антелелево-Сельгелевского сельсовета Вениокской волости.
С 1919 года в составе Вениокско-Покровской волости.
С 1922 года в составе Монделево-Каккелевского сельсовета Вениокско-Покровской волости.
С 1923 года в составе Слуцкой волости Гатчинского уезда.
Согласно данным переписи населения СССР 1926 года в деревне Сельгелево-Большое Монделево-Каккелевского сельсовета Слуцкой волости Троцкого уезда проживали 139 человек, все финны.
С 1927 года в составе Детскосельского района.
С 1930 года в составе Красногвардейского района.
По данным 1933 года деревни назывались Большое Сергелево и Малое Сергелево, и входили в состав Менделево-Коккелевского финского национального сельсовета Красногвардейского района.

План деревни Большое Сергелево.  1939 год

Согласно топографической карте 1939 года деревня насчитывала 32 двора.
В 1940 году население деревни Большое Сельгелево составляло 207 человек.
C 1 августа 1941 года по 31 декабря 1943 года деревня находилась в оккупации.
С 1953 года в составе Антропшинского сельсовета Гатчинского района.
С 1954 года в составе Покровского сельсовета.
В 1958 году население деревни Большое Сельгелево составляло 84 человека.
С 1959 года в составе Антелевского сельсовета.
По данным 1966, 1973 и 1990 годов деревня Большое Сергелево входила в состав Антелевского сельсовета.
В 1997 году в деревне проживали 11 человек, в 2002 году — 25 человек (все русские), в 2007 году — 10.

## География
Деревня расположена в северо-восточной части района близ автодороги 41К-010 (Красное Село — Гатчина — Павловск).
Расстояние до административного центра поселения, деревни Пудомяги — 4 км.
Расстояние до ближайшей железнодорожной станции Кобралово — 5 км.

## Демография
| 1862 | 2007 | 2010 | 2017 |
| ---- | ---- | ---- | ---- |
| 132  | ↘10  | ↗29  | ↘21  |

### Национальный состав
Согласно данным Всероссийской переписи населения 2021 года в деревне проживали 98 человек, из них:
 русские — 87, узбеки — 7, буряты — 3, армяне — 1 человек.

## Улицы
Андреевский переулок, Васильевский переулок, Западный переулок, Ивановский переулок, Северный переулок.